# Селище (Крупський район)
Селище (біл. вёска Селішча) — село в складі Крупського району Мінської області, Білорусь. Село підпорядковане Ухвальській сільській раді, розташоване в східній частині області.